# Philippe Croizon
Philippe Croizon, né le 20 mars 1968 à Châtellerault, est un ancien ouvrier français originaire de cette ville, devenu athlète, aventurier, chroniqueur et conférencier en entreprise après la perte de tous ses membres.
Malgré son handicap, il multiplie les exploits sportifs et les premières, tels que la première traversée de la Manche à la nage accomplie par un amputé des quatre membres, le 18 septembre 2010.

## Biographie
Né d'un père brocanteur et d'une mère ouvrière chez Aigle habitant la commune de Oyré située au nord-est de Châtellerault, Philippe Croizon a d'abord été ouvrier métallurgiste aux Fonderies du Poitou.

### Accident
Le 5 mars 1994, à 25 ans, il touche une ligne électrique de 20 000 volts pendant qu’il enlève l'antenne du toit de sa maison. La première décharge provoque un arrêt cardiaque et la seconde le ranime. Jusqu'à l'arrivée des pompiers, sa femme Muriel (qui attend alors un second enfant), et son fils, Jérémy Croizon, assistent impuissants à la scène. Durant ses trois mois d'hospitalisation au centre intensif et stérile des grands brûlés du CHU de Tours, son corps carbonisé doit subir des amputations au niveau du bras gauche, du bras droit, de la cuisse droite, et du membre inférieur gauche. Philippe Croizon garde la vie sauve, et doit subir au total plus de cent heures d’anesthésies et d'opérations.
Au terme d'une rééducation de deux ans à l'Institut Robert Merle d'Aubigné à Valenton, il réussit à marcher de nouveau, à conduire et même à refaire de la plongée sous-marine, son sport favori.
En 2001, à la suite de sa séparation d'avec son épouse et mère de ses deux enfants, il explique avoir été traversé par des pensées suicidaires pendant un an. Il devient en 2004 un adepte de Meetic, qui lui permet de faire plusieurs rencontres, dont Suzana Sabino en 2006, sa compagne actuelle, qui lui redonne goût à la vie.
En 2006, il écrit J'ai décidé de vivre, livre rédigé à l’aide d’un logiciel de reconnaissance vocale.

### Traversée de la Manche
En 1994, alors qu'il est toujours sur son lit d'hôpital, il a pour la première fois l'idée de traverser la Manche à la nage, en voyant à la télévision une nageuse française de 17 ans ayant accompli cet exploit. Il attend quatorze ans avant de s'y consacrer à temps plein, en 2008. Avec Suzana Sabino, il s'entraîne pendant deux ans à raison de plus de 35 heures de natation par semaine et 280 kilomètres par mois. Il nage en piscine dans le bassin sportif de la ville de Châtellerault, en lac et en mer à La Rochelle avec les brigades nautiques de la gendarmerie de La Rochelle et Royan. Il est équipé de coûteuses prothèses créées spécifiquement pour lui, de palmes en carbone et en titane, et d'une combinaison de triathlète.
Le 19 août 2010, il effectue un aller-retour de Noirmoutier à Pornic en 10 heures, à quoi s'ajoutent deux heures à tourner en rond dans le port de Pornic afin d'atteindre les exigences de son entraîneuse. Un mois plus tard, le 18 septembre, à l’âge de 42 ans, il nage entre Folkestone et le cap Gris-Nez en 13 heures et 26 minutes, accompagné quelque temps par trois dauphins. Il déclare : « Je fais ça surtout pour moi, mais aussi pour établir un exemple. Je veux montrer aux gens qui souffrent que c'est faisable, que tu dois toujours te battre »,
,
,. « J’espère être un symbole du dépassement de soi. »

### Nager au-delà des frontières
Quelques mois à peine après sa traversée de la Manche, il entreprend avec son ami Arnaud Chassery d'accomplir quatre traversées pour « relier les cinq continents à la nage », de mai à août 2012. L'expédition est nommée Nager au-delà des frontières :
- « Océanie - Asie », entre les villages de Wutung et de Skow Mambo, de part et d'autre de la frontière entre les parties papouasienne et indonésienne de la Nouvelle-Guinée, via l'océan Pacifique. Distance de nage parcourue : 17,20 km, durée de nage effectuée : 7 h 35 min.

- « Afrique - Asie », entre Taba en Égypte et Aqaba en Jordanie, via la mer Rouge[13]. Distance de nage parcourue : 17 km, durée de nage effectuée : 5 h 25 min.

- « Europe - Afrique », entre Tarifa en Espagne et Point Cires au Maroc, via le détroit de Gibraltar. Distance de nage parcourue : 16 km, durée de nage effectuée : 5 h 19 min[14].

- « Amérique - Asie », entre la petite Diomède en Alaska et le large de la grande Diomède en Sibérie, via le détroit de Béring. Distance de nage parcourue : 4 km, durée de nage effectuée : 1 h 15 min. Du côté sibérien, les autorités régionales ont refusé l'entrée de leur territoire, néanmoins les deux nageurs pénètrent de quelques centaines de mètres dans les eaux russes, franchissant également la ligne de changement de date. Philippe Croizon conclut ainsi son défi le 18 août 2012[15],[16].

Un film documentaire de 110 minutes en est tiré, Nager au-delà des frontières. Il est diffusé le 30 novembre 2012 sur France 3, dans un numéro du magazine Thalassa vu par environ trois millions de téléspectateurs.

### Record en plongée
Le 10 janvier 2013, Philippe Croizon bat le record de profondeur de plongée pour un amputé des quatre membres en touchant le fond à 34,5 m du Nemo 33, près de Bruxelles. Cette piscine était alors la plus profonde au monde.

### Participation au Rallye Dakar
Le 13 novembre 2015, Philippe Croizon annonce vouloir courir le rallye Dakar 2017 aidé par Cédric Duplé et Yves Tartarin, qui a participé 18 fois à l’épreuve. Ému par son sort, l'ancien double vainqueur du Dakar, Nasser al-Attiyah décide de renflouer financièrement le projet de Philippe Croizon. Pour conduire son buggy modifié pour être adapté à son handicap, Philippe Croizon est assis sur un baquet de fixation qui maintient ses jambes en place malgré les vibrations du véhicule. À son moignon droit est fixée une coque en carbone moulée sur-mesure qui est attachée à un manche de contrôle. Ce manche fonctionne comme un joystick (avant / arrière pour respectivement accélérer et freiner, gauche / droite pour respectivement tourner à gauche et droite). Avec son moignon gauche, il actionne un mini-levier pour passer les vitesses ou rétrograder. Il est ceinturé par un harnais six points doté d'un système de déverrouillage rapide (car le règlement du Dakar impose au pilote de pouvoir s’extraire du véhicule en moins de 25 secondes. Le véhicule conserve son volant et ses pédales d'origine, mais ils ne sont pas utilisés par Croizon.
Pour s'entraîner, Croizon et son coéquipier Duplé participent avec le buggy modifié au rallye du Maroc de 2016 qu'ils réussissent à terminer (classés 15e). Ils concourent ensuite au Dakar 2017.
Malgré des pannes à répétition chaque jour sur la piste, il atteint l'objectif qu'il s'était fixé en atteignant Buenos Aires le 14 janvier 2017. Il termine le Dakar à la 48e place.
Pour 2024, Philippe Croizon s'engage au Rallye Dakar avec un véhicule électrique hydrogène préparé par l'entreprise française GCK Motorsport.

### Autres activités
Au début des années 2010, Philippe Croizon est fréquemment sollicité par les médias pour parler du handicap et de ses exploits sportifs. En 2012, il commente les Jeux paralympiques de Londres sur France Info. De 2013 à 2018, il est chroniqueur dans Le Magazine de la santé de France 5, dans une rubrique dédiée au handicap.
Conférencier, il intervient en entreprise pour des prestations de sensibilisation de renforcement d'équipe à partir des notions de dépassement de soi et de force mentale.
Le 10 octobre 2018, il ouvre à Vichy une académie privée pour nageurs en situation de handicap, l'Académie Philippe Croizon.
Le 27 août 2020 pour fêter ses dix ans de la traversée de la Manche à la nage, Philippe Croizon et les jeunes de son académie, Elisa, Paul, Selman et Théo bouclent leur traversée des deux caps, ils ont nagé en relais dans des conditions météo terribles sur près de 30 km, en faisant l’aller-retour entre les caps Blanc-Nez et Gris-Nez en 7 h 30 min.
Le 28 novembre 2021 Philippe Croizon accompagné de sept jeunes de 14 à 21 ans de son académie, Elisa, Paul, Selam, Théo, Nolan, Natacha et Émeline bouclent leur traversée huit heures d'efforts ont été nécessaires aux nageurs handisports pour parcourir dans une mer formée la quinzaine de kilomètres séparant Tahiti de Moorea.
Philippe Croizon est le parrain de la promotion 2023-2024 de l'école des mousses, à Brest.
Philippe Croizon est consultant pour RTL pour les Jeux Olympiques et paralympiques de Paris 2024.

### Candidature comme spationaute
Après des échanges sur Twitter en 2020 et la promesse d'Elon Musk qu'il pourra un jour voler sur Starship, il candidate en février 2021 auprès d'Elon Musk et de Jared Isaacman pour devenir spationaute dans une mission de SpaceX.

## Distinctions
- Le 28 septembre 2010, dix jours après avoir traversé la Manche à la nage, le village de Naintré et la communauté de communes chatelleraudaises inaugurent le bassin d’initiation Philippe Croizon[31].
- Le 11 janvier 2011, il reçoit le trophée de l'Académie des sports, prix André de Saint-Sauveur, qui récompense l’auteur individuel ou collectif ayant accompli un exploit sportif exceptionnel et de caractère original[32].
- Chevalier de la Légion d'honneur (16 décembre 2011), décoré par Nicolas Sarkozy, président de la République[33].
- Le 14 octobre 2012, lors du 21e Festival international du film d’aventure de Dijon, Philippe Croizon reçoit la Toison d’or de l’aventurier de l’année. Ce prix récompense un aventurier, une aventurière ou même parfois une équipe dont l’expédition a marqué par son engagement et son authenticité. Le film Philippe Croizon, la vie à bras-le-corps[34] reçoit également la Toison d'or du film d'aventure.
- Le 30 novembre 2012, Philippe Croizon est le lauréat du Prix Sport Scriptum 2012 pour son ouvrage J’ai traversé la Manche à la nage[35].
- Le 12 décembre 2012, François Morinière, directeur général de L'Équipe, remet le trophée d'honneur à Philippe Croizon à l'occasion de la cérémonie des Champions des champions[36], pour avoir « réussi l'incroyable exploit de relier les cinq continents à la nage au prix d'un courage et d'une force de caractère exceptionnels »[37].
- Le 30 novembre 2013, la ville d'Halluin (Nord) décide de baptiser la nouvelle piscine municipale Philippe Croizon, première piscine au monde à porter le nom d'un sportif handisport[38].
- Le 17 mars 2017, il reçoit lors des Trophées Optimistes ÉcoRéseau, le prix d'élection libre de l'année 2017.
- Le 4 décembre 2017, grâce au vote des internautes, il reçoit le prix de l'aventure humaine 2017, pour avoir concouru en tant que pilote sur le Dakar 2017, au cours duquel il a conduit deux semaines uniquement à l'aide d'un joystick accroché à son moignon droit[39].
- Le 2 mars 2019, le village de Wandignies-Hamage (Nord) décide de baptiser la nouvelle halle des sports, Philippe Croizon[40].
- Le 7 décembre 2019 il reçoit le diplôme et la médaille du Mérite Bénévole Échelon Or du cercle national des bénévoles.
- par décret du 2 juin 2023, il est nommé officier de l'ordre national du mérite[41]
- Le 7 juillet 2023, il est fait officier dans l'Ordre National du Mérite[42].
- Le 7 juillet 2023, il intègre la réserve citoyenne de la Gendarmerie Nationale au grade de commandant[42].
- En 2024, d'après le magazine Capital, il est classé 9e des 70 personnalités françaises qui inspirent le plus les Français[43].

## Publications
- Philippe Croizon, J'ai décidé de vivre, Paris, Jean-Claude Gawsewitch Éditeur, coll. « Le Lieu et l'Heure », 2006, 219 p. (ISBN 978-2350130736)[44].
- Philippe Croizon, J'ai traversé la Manche à la nage, Jean-Claude Gawsewitch Éditeur, 2012.
- Philippe Croizon, Plus fort la vie, préface de Boris Cyrulnik, Arthaud, 2014[45].
- Philippe Croizon, Pas de bras, pas de chocolat !, L'Opportun, 2017[46].
- Suzana Sabino, sa compagne sort le livre Ma vie pour deux aux éditions Arthaud, 2019[47].
- Philippe Croizon,Tout est possible ? à vous de jouer, Paris, Arthaud, 2023, 240 p.  (ISBN 978-2-08028-639-0)

## Filmographie
Sauf indication contraire, les informations mentionnées dans cette section peuvent être confirmées par la base de données cinématographiques IMDb,  présente dans la section « Liens externes ».

### Documentaires
- 2011 : La Vie à bras le corps de Marianne Cramer et Robert Iséni, coproduction Gédéon Programmes et France 3 Poitou-Charentes - film récompensé par la Toison d’or du film d’aventure lors du Festival international du film d'aventure de Dijon en 2012[48]
- 2012 : Nager au-delà des frontières de Marianne Cramer, Robert Iseni et Charlène Gravel, production Gédéon Programmes - documentaire sur Philippe Croizon et Arnaud Chassery[49]
- 2015 : Human de Yann Arthus-Bertrand - apparition
- 2016 : Les Super-héros : La force viendra toujours de la différence d'Elsa Lhéritier et Delphine Valeille, production 2P2L (voir en ligne) - documentaire sur plusieurs membres de l'équipe de France des Jeux paralympiques de Rio (Philippe Croizon intervient dans des séquences sur Théo Curin)[50]
- 2019 : Handisport Go (mini-série documentaire, France 3 Aquitaine)

### Fictions
- 2015 : La Grande soirée des parodies TV (émission spéciale humoristique, TF1) : Jean-Dominique
- 2016 : Les Têtes de l'emploi d'Alexandre Charlot et Franck Magnier : l'homme au fauteuil roulant
- 2017 : Vestiaires (série télévisée, France 2), saison 7, 3 épisodes : Philippe
- 2018 : Vestiaires libérés (websérie), 3 épisodes : Philippe
- 2024 : En place (série télévisée, netflix), saison 2, épisode 2 : le ministre des Sports